# Speocera jucunda
Espèce
Speocera jucunda est une espèce d'araignées aranéomorphes de la famille des Ochyroceratidae.

## Distribution
Cette espèce est endémique du Santa Catarina au Brésil,.

## Publication originale
- Brignoli, 1979 : Ragni del Brasile V. Due nuovi generi e quattro nuove specie dello stato di Santa Catarina (Araneae). Revue Suisse Zoologie, vol. 86, p. 913-924.